# Мужская сборная Непала по хоккею на траве
Мужская сборная Непала по хоккею на траве — национальная команда по хоккею на траве, представляющая Непал в международных соревнованиях. Управляется Федерацией хоккея на траве Непала.

## История
Мужская сборная Непала никогда не участвовала в крупных международных турнирах — летних Олимпийских играх и чемпионатах мира, а также в главных континентальных соревнованиях — чемпионатах Азии и Азиатских играх.
В 2010 году сборная Непала участвовала в хоккейном турнире Южноазиатских игр в Дакке, где проиграла все матчи с соотношением мячей 1:79.
В сезоне-2018/19 сборная Непала впервые выступала в розыгрыше Хоккейной серии ФИХ. В декабре 2018 году непальцы участвовали в зональном турнире в Лахоре вместе со сборными Узбекистана, Казахстана и Афганистана. В первом матче непальцы проиграли казахстанцам — 0:6, во втором узбекистанцам — 1:6, а затем выиграли у сборной Афганистана — 4:0, заняв 3-е место.
За команду выступали вратарь Кишор Оджха, полевые игроки Паркаш Хания, Кешаб Джоши, Нарендра Карки, Суреш Джоши, Ранджит Раут, Бхану Бхаттарай, Амит Шрисвастав, Кисан Магар, Дев Дхами, Рам Шах, Дипендра Аир, Прадип Раджбанши, Рошан Чаудхари, Раджендра Карки, Роман Рана, Сагар Ачарья, Парвеш Хания. Главный тренер — Ранджан Тхапа.

## Результаты выступления

### Хоккейная серия ФИХ
- 2018/19 — 3-е в зональном турнире

### Южноазиатские игры
- 2010 — ?